# Mostra de Venise 1954
La Mostra de Venise 1954 s'est déroulée du 22 août au 7 septembre 1954.

## Jury
- Ignazio Silone (président, Italie), Bengt Idestam Almquist (Suède), Louis Chauvet (France), Carlos Fernandez Cuenca (Espagne), Roger Manvell (Grande-Bretagne), Mario Gromo (Italie), Pasquale Ojetti (Italie), Piero Regnoli (Italie), Filippo Sacchi (Italie).

## Films en compétition
- L'Air de Paris de Marcel Carné

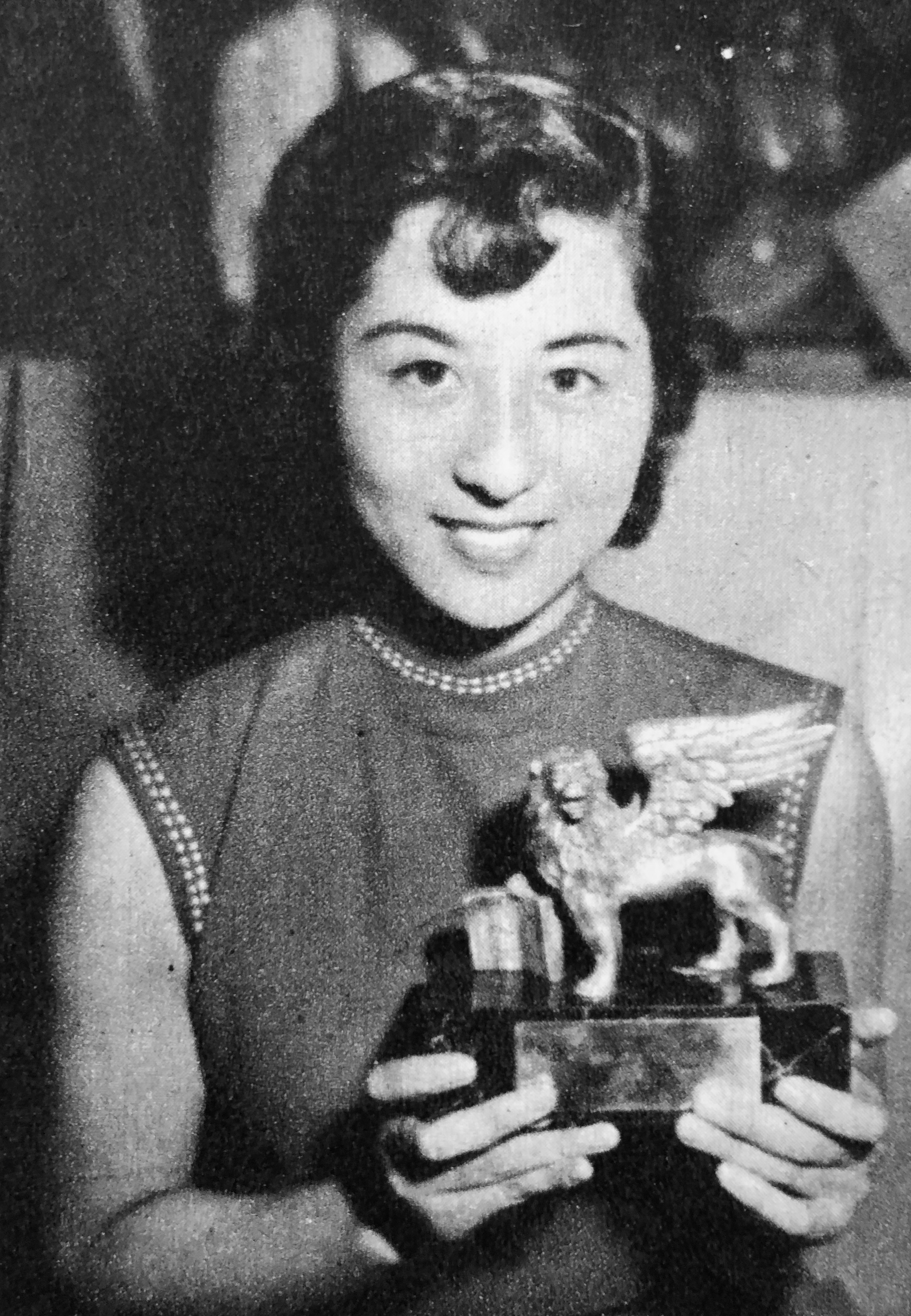
Kyōko Kagawa et le Lion d'argent de L'Intendant Sansho.

- Roméo et Juliette (Romeo and Juliet) de Renato Castellani
- La Tour des ambitieux (Executive Suite) de Robert Wise
- Détective du bon Dieu  (Father Brown) de Robert Hamer
- La Belle Romaine (La romana) de Luigi Zampa
- La Strada de Federico Fellini
- Sur les quais (On the Waterfront) d'Elia Kazan
- L'Intendant Sansho (Sanshō dayū) de Kenji Mizoguchi
- Senso de Luchino Visconti
- Les Sept Samouraïs (Shichinin no samurai) de Akira Kurosawa
- Une auberge à Osaka (Ōsaka no yado) de Heinosuke Gosho

## Palmarès
- Lion d'or pour le meilleur film : Roméo et Juliette (Romeo and Juliet) de Renato Castellani
- Coupe Volpi pour la meilleure interprétation masculine : Jean Gabin pour L'Air de Paris de Marcel Carné et Touchez pas au grisbi de Jacques Becker
- Coupe Volpi pour la meilleure interprétation féminine : pas de récompense cette année
- Lion d'argent partagé entre quatre films : Les Sept Samouraïs, La Strada, Sur les quais et L'Intendant Sansho